# Молочай лозный
Молоча́й ло́зный, или Молоча́й прутьеви́дный, или Молоча́й широковетви́стый (лат. Euphórbia virgáta), также Молочай Вальдште́йна (Euphorbia waldstéinii), — травянистое растение, относящееся к роду Молочай (Euphorbia) семейства Молочайные (Euphorbiaceae).
Вид из сложной систематической группы, близкой молочаю острому (Euphorbia esula). Рядом учёных включается в Euphorbia esula в качестве подвида — Euphorbia esula subsp. tommasiniana. Именно молочай прутьевидный получил наиболее широкое распространение в Евразии и сорничает в Северной Америке.

## Ботаническое описание
Многолетнее травянистое растение 30—120 см высотой, стебли голые, тонкие, прямостоячие, ветвистые, при этом на веточках соцветия не образуются. Млечный сок белый, может вызывать раздражение кожи.
Листья сизовато-зелёные, стеблевые очерёдные, 2—8 см длиной и 2—10 мм шириной, от линейных до ланцетных, верхние — более широкие и короткие, до эллиптических, оканчивающиеся шиповидным заострением, жёсткие. Циатии в зонтиковидной метёлке. Листья обёртки циатия широкояйцевидные, с широкосердцевидным основанием. Нектарники в количестве четырёх, с двумя рожками, расширенными на конце. Столбики пестичного цветка 1,8—2,5 мм длиной, сросшиеся более, чем на трети длины.
Плоды — регмы 3,5 мм длиной и 4 мм в диаметре, широкояйцевидной формы, трёхлопастные. Семена обратнояйцевидной формы, 2,1—2,4×1,4—1,6 мм, с почти округлым ариллусом, с гладкой немного блестящей серой поверхностью, иногда с коричневыми пятнами.
Диплоидный набор хромосом — 2n = 20.

## Распространение
Широко распространённое в Евразии растение. На Дальнем Востоке и в Северной Америке — заносное, в Северной Америке считается опасным инвазивным видом.

## Химический состав
Листья содержат 210 мг% аскорбиновой кислоты.

## Значение и применение
Ядовитое пастбищное растение. При случайном поедании у крупного рогатого скота и овец наблюдается энтерит, диарея, кровавая моча. Экспериментальное скармливание кроликам в течение двух недель по 125 грамм в день вредных последствий не выявило. Отмечено удовлетворительное поедание кроликам и козами весной, летом и осенью.

## Классификация

### Таксономия
Euphorbia virgata Waldst. & Kit., 1803, Descr. Icon. Pl. Hung. 2: 176
Вид Молочай лозный относится к роду Молочай (Euphorbia) относится к семейству Молочайные (Euphorbiaceae) порядка Мальпигиецветные (Malpighiales). Таксономическая схема в соответствии с Системой APG IV по состоянию на декабрь 2023 года:
|  |                                      |  |                                   |                                   |                      |  | ещё 35 семейств | ещё 35 семейств |                    |  |  |  | еще 2 156 подтвержденных видов и 121 вид, ожидающий подтверждения |
|  |                                      |  |                                   |                                   |                      |  | ещё 35 семейств | ещё 35 семейств |                    |  |  |  | еще 2 156 подтвержденных видов и 121 вид, ожидающий подтверждения |
|  |                                      |  |                                   | порядок Мальпигиецветные          |                      |  |                 |                 | род Молочай        |  |  |  |                                                                   |
|  |                                      |  |                                   | порядок Мальпигиецветные          |                      |  |                 |                 | род Молочай        |  |  |  |                                                                   |
|  | отдел Цветковые, или Покрытосеменные |  |                                   |                                   | семейство Молочайные |  |                 |                 | вид Молочай лозный |  |  |  |                                                                   |
|  | отдел Цветковые, или Покрытосеменные |  |                                   |                                   | семейство Молочайные |  |                 |                 |                    |  |  |  |                                                                   |
|  |                                      |  | ещё 63 порядка цветковых растений | ещё 63 порядка цветковых растений |                      |  |                 | еще 226 родов   | еще 226 родов      |  |  |  |                                                                   |
|  |                                      |  |                                   | ещё 63 порядка цветковых растений |                      |  |                 |                 | еще 226 родов      |  |  |  |                                                                   |

### Синонимы
- Esula virgata Haw.
- Euphorbia esula subsp. pseudovirgata (Schur) Govaerts
- Euphorbia esula var. pubescens Regel
- Euphorbia jaxartica (Prokh.) Krylov
- Euphorbia obscura Lang ex Rchb.
- Euphorbia opaca Lang ex Rchb.
- Euphorbia persica Steven ex Boiss.
- Euphorbia pseudovirgata (Schur) Soó
- Euphorbia repens K.Koch
- Euphorbia virgata subsp. jaxartica (Prokh.) Prokh.
- Euphorbia virgata var. angustissima Schur
- Euphorbia virgata var. montana Rchb.
- Euphorbia virgata var. pseudovirgata Schur
- Euphorbia waldsteinii (Soják) Radcl.-Sm.
- Euphorbia waldsteinii subsp. jaxartica (Prokh.) Oudejans
- Galarhoeus virgatus (Waldst. & Kit.) Prokh.
- Keraselma virgatum (Waldst. & Kit.) Raf.
- Tithymalus graminifolius subsp. jaxarticus (Prokh.) Soják
- Tithymalus graminifolius subsp. waldsteinii (Soják) Soják
- Tithymalus jaxarticus Prokh.
- Tithymalus pseudovirgatus (Schur) Soják
- Tithymalus repens Klotzsch & Garcke
- Tithymalus tommasinianus subsp. waldsteinii (Soják) Soják
- Tithymalus virgatus Klotzsch & Garcke ex Garcke
- Tithymalus waldsteinii Soják